# Adrian Hodges

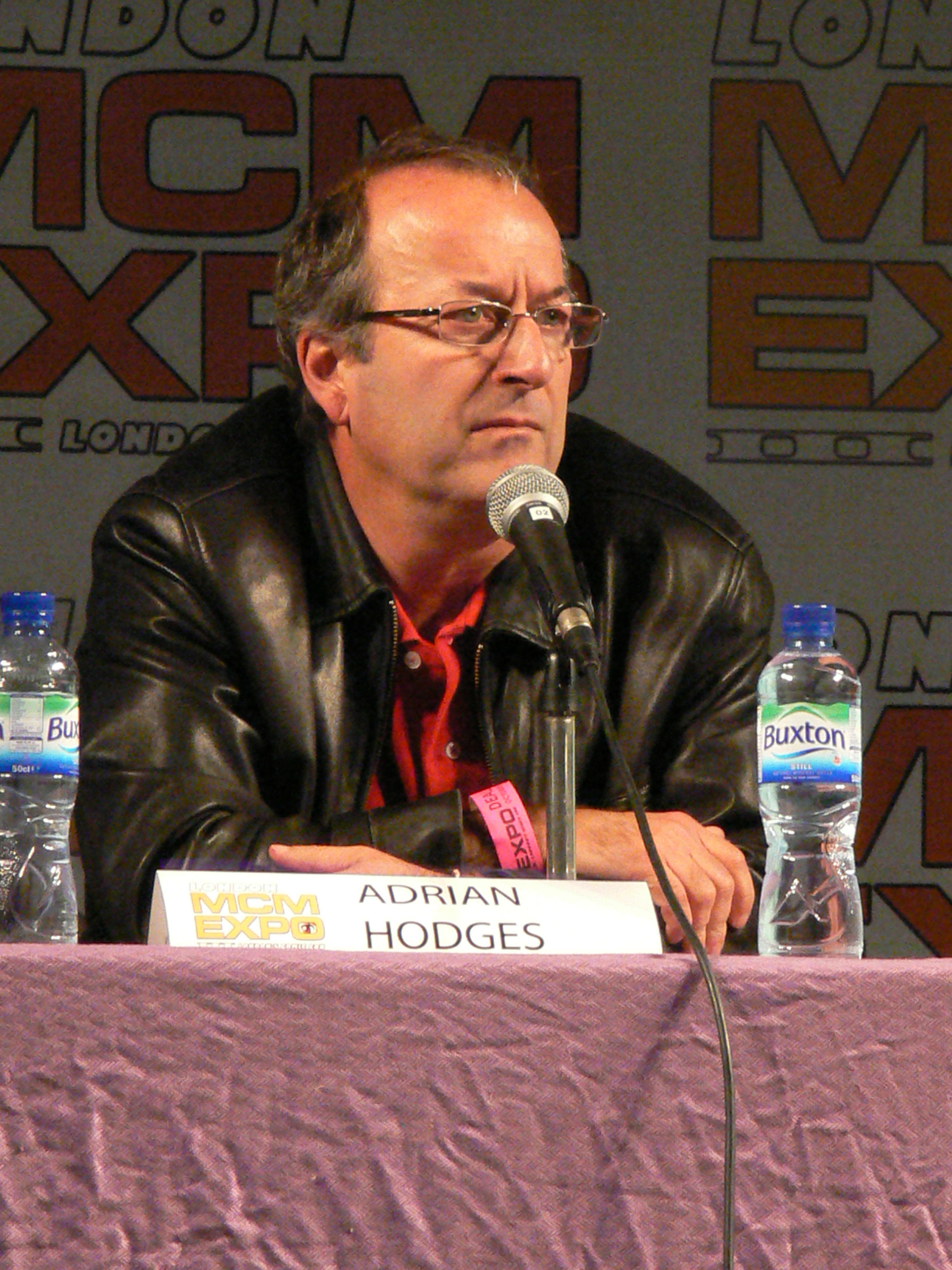
Adrian Hodges (2010)

Adrian Hodges (* 4. Februar 1957 in London) ist ein britischer Fernsehproduzent und Drehbuchautor.

## Karriere
Nach seinem Journalistenjob beim Screen International begann er als Fernsehproduzent und Drehbuchautor zu arbeiten. 
Er entwickelte unter anderem folgende Fernsehserien Primeval – Rückkehr der Urzeitmonster sowie dessen Spin-off Primeval: New World und Survivors. Vor allem durch Primeval – Rückkehr der Urzeitmonster wurde er international bekannt. Die Musketiere wurden ebenfalls seit 2014 von ihm entwickelt. Die Abenteuerserie basiert auf den Charakteren von Alexandre Dumas Die drei Musketiere.
Als Drehbuchautor schrieb er die Drehbücher zu unter anderem My Week with Marilyn, Primeval – Rückkehr der Urzeitmonster (9 Folgen), Rom (Episode 1x10), die Sally-Lockhart-Verfilmungen und Das verlorene Labyrinth.

## Filmografie
Filme
- 2011: My Week with Marilyn

Fernsehserien
- 2007–2011: Primeval – Rückkehr der Urzeitmonster (Primeval)
- 2008–2010: Survivors
- 2012–2013: Primeval: New World
- seit 2014: Die Musketiere (The Musketeers)

Fernsehfilme
- 2001: Die vergessene Welt (The Lost World)
- 2007: Sally Lockhart – Der Rubin im Rauch (The Sally Lockhart Mysteries: The Ruby in the Smoke)
- 2007: Sally Lockhart – Der Schatten im Norden (The Sally Lockhart Mysteries: The Shadow in the North)
- 2012: Das verlorene Labyrinth (Labyrinth)